# Seidenhauskaserne

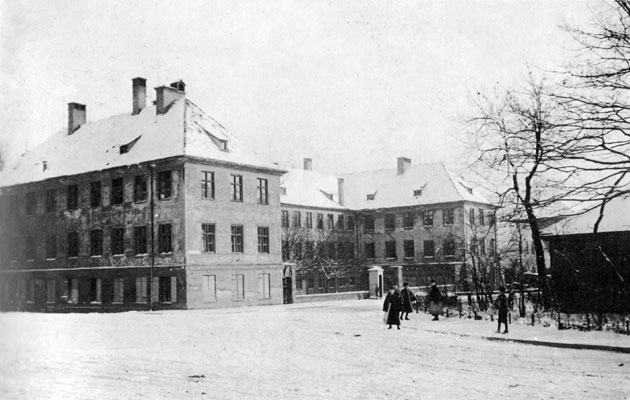
Seidenhauskaserne von Südwesten um 1895

Die Seidenhauskaserne war eine Artillerie-Kaserne der Bayerischen Armee in München. Der Name rührt von dem Kasernengebäude her; vor seiner militärischen Nutzung ab 1803 diente es kurzzeitig als Manufaktur zur Herstellung von Seide. Die Kaserne befand sich an der Südostecke des Hofgartens, etwa an der Stelle, an der heute die Hofgartenstraße an der Bayerischen Staatskanzlei vorbeiführt.

## Gebäude und Lage
Die zweistöckige Seidenhauskaserne lag an der Südostecke des Hofgartens. Ihr Haupttrakt bildete zusammen mit der benachbarten Hofgartenkaserne einen rechten Winkel. Der zwischen Hofgarten und Hofgartenkaserne gelegene Exerzierplatz erhielt so einen Abschluss nach Süden. Nach Süden, auf der von der Hofgartenkaserne abgewandten Seite, waren an den Haupttrakt der Seidenhauskaserne zwei Seitenflügel angesetzt, so dass ein rechteckiger, nach einer Seite offener Hof entstand.

## Nutzungsgeschichte
Erbaut worden war das Gebäude der Seidenhauskaserne 1796 als Manufaktur für Seide; es wurde jedoch nur für kurze Zeit dort produziert. Bereits 1803 vermietete der Besitzer Sebastian Altmutter das Gebäude an die Münchner Garnison, die es als Artilleriekaserne nutzte. Aufgrund seiner Raumaufteilung war das ehemalige Manufakturgebäude für eine Kaserne allerdings nicht besonders gut geeignet. Zunächst war die Kaserne für etwa 250 Soldaten eingerichtet, wobei das Erdgeschoss teilweise privat vermietet war. Im Jahre 1808 erwarb die Garnison das Haus von seinem verschuldeten Eigentümer. Ein Plan, das Gebäude für eine Kapazität von 500 Mann auszubauen, scheiterte aus finanziellen Gründen. Im Jahr 1833 war die Kaserne mit etwa 340 Mann des 1. Artillerie-Regiments belegt. Wie auch die Hofgartenkaserne wurde die Seidenhauskaserne seit den 1850er Jahren aufgrund ihrer tiefen Lage als gesundheitsgefährdend und zur Unterbringung von Soldaten nicht geeignet eingeschätzt. Nach dem Bau der Maximilianskaserne wurden die Artilleristen schließlich dorthin verlagert, in die Räume der Seidenhauskaserne zog 1869 das Militär-Bezirksgericht. Da jedoch nicht genug Platz für Truppen verfügbar war, zogen doch wieder Soldaten ein, diesmal des Königlich Bayerischen Infanterie-Leib-Regiments, das auch die Hofgartenkaserne belegte. Beide Kasernen wurden 1871 durch einen Anbau verbunden. Ein Offiziersspeisesaal wurde 1872 eingerichtet, 1872 die Seidenhauskaserne an die Wasserversorgung aus dem Mangfalltal angeschlossen. Die Typhus-Epidemie 1893 war Anlass, die Seidenhauskaserne aufzulassen; sie wurde jedoch noch sechs weitere Jahre für Büros der Militärverwaltung genutzt und erst 1899 abgerissen.